# 石阡温泉群
石阡溫泉群，本地人稱城南溫泉。位於中國貴州省石阡縣縣城湯山鎮城南。是貴州的代表溫泉之一。2009年12月28日被國務院列入中國國家級風景名勝區名錄，也是國家旅遊局認定的4A級旅遊景區。

## 歷史
16世紀以前，石阡溫泉處於自然狀態，但已被石阡府民眾知曉並利用，“湯山”之名即源於此。明朝時，“溫泉浴日”已成“石阡八景”之一，主要有大小二泉，“大者如盤屋”，小者“中有石門，環爲太極，可供出入，而景象尤奇”。明萬曆四十三年（1606年），時任石阡府知府的雲南人江大鯤主持整修，始具規模。此後歷代，地方政府均對溫泉進行整修維護，以致今日之規模。

## 概況
溫泉群總流量58.45-62.4升/秒，平均水溫34.7℃，水質爲硫酸重碳钙镁（So4HCo3-CaMg)型及重碳酸硫酸钙镁（HCo3So4-CaMg)型水，礦化度0.192-0.421克/升，總硬度10.72-18.50。且含有氡、矽酸、鍶等微量元素。

## 泉質
- 硫酸鹽泉
- 碳酸氫鹽泉

## 關連項目
- 溫泉